# Shukuba

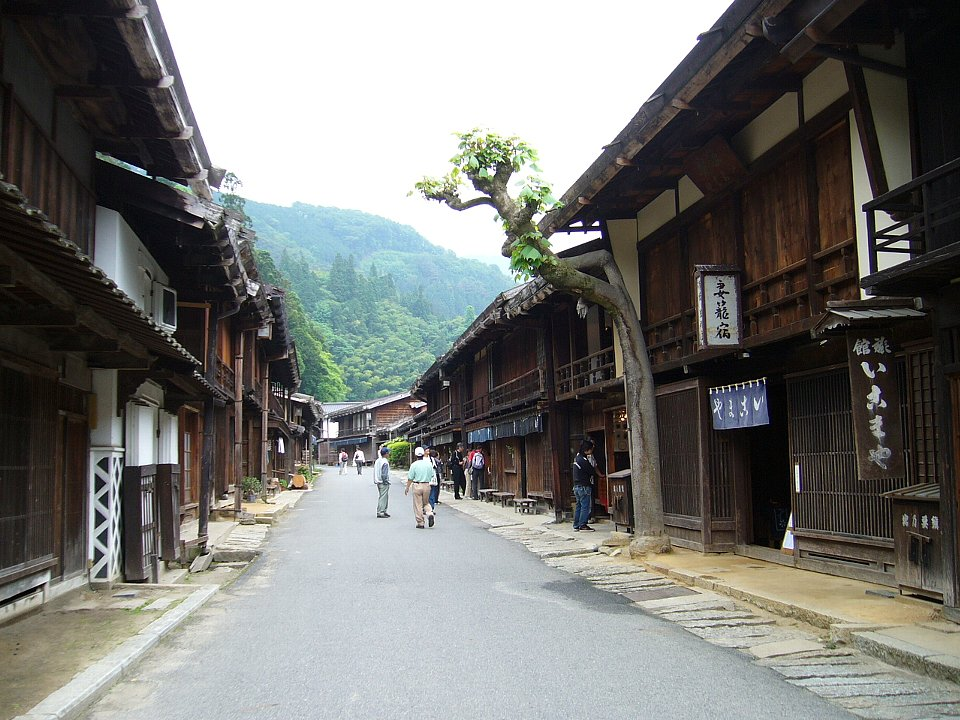
Tsumago-juku, Nagiso

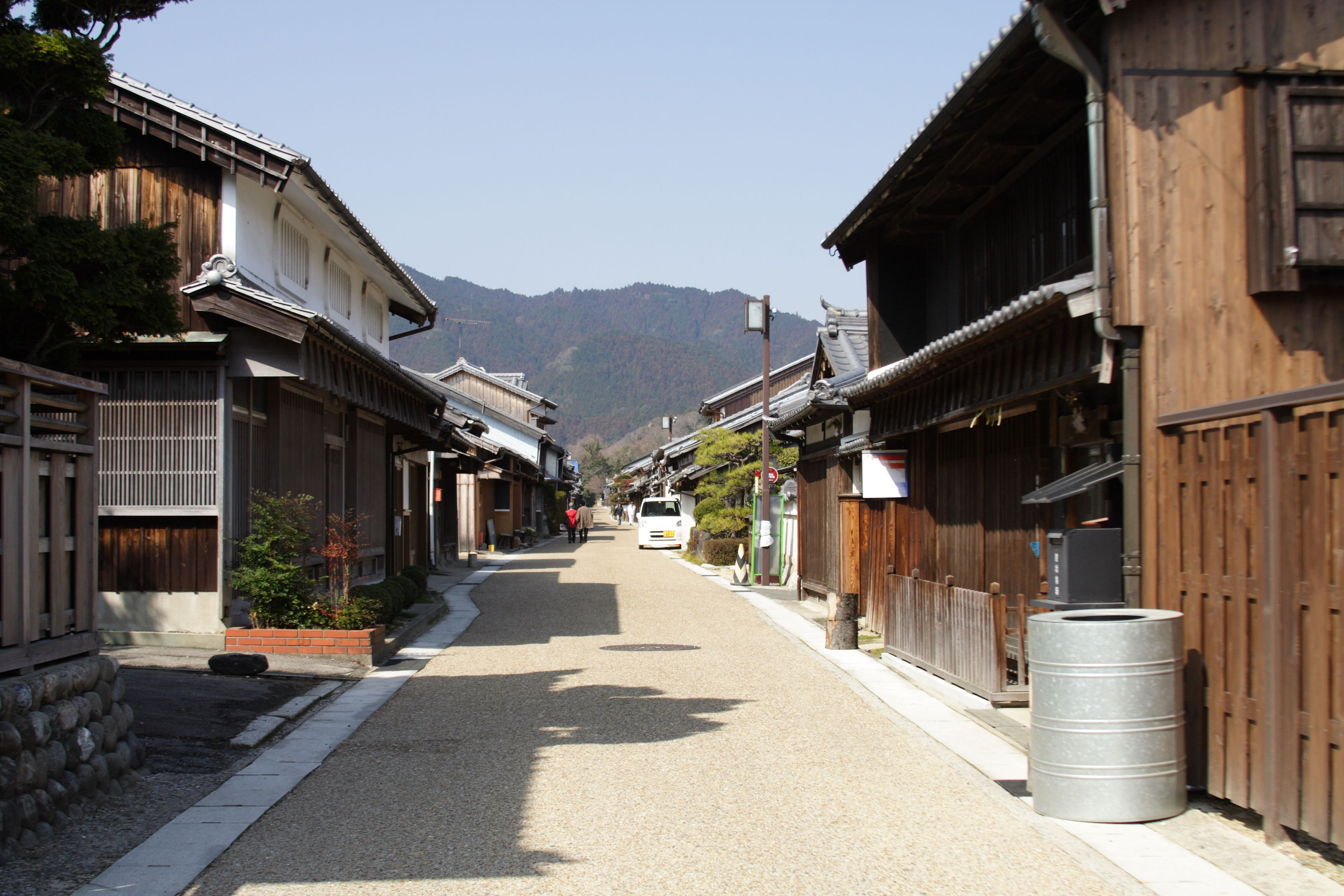
Seki-juku, Kameyama

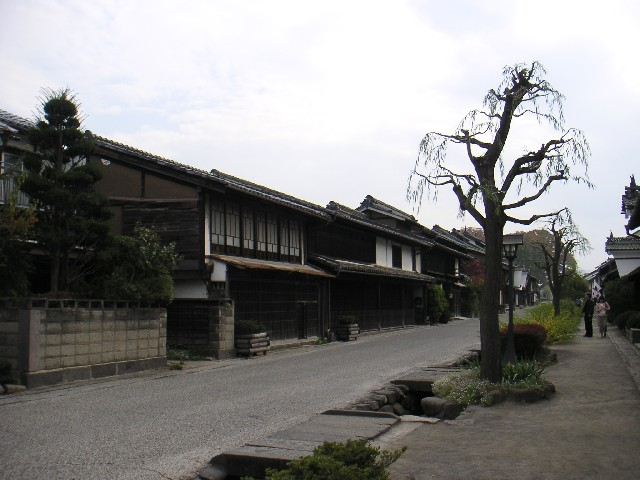
Unno-juku, Tōmi

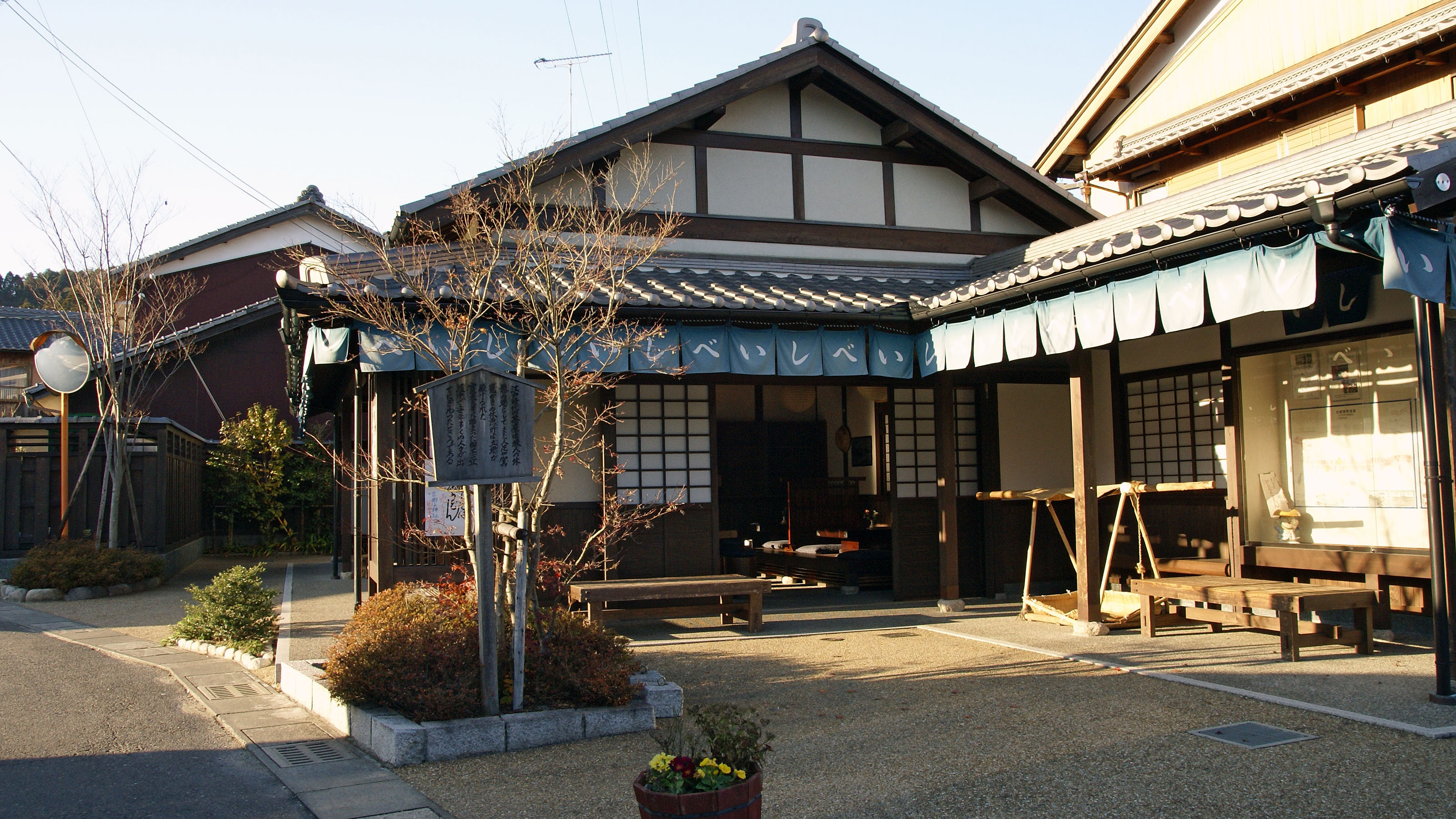
Ishibe-juku, Konan

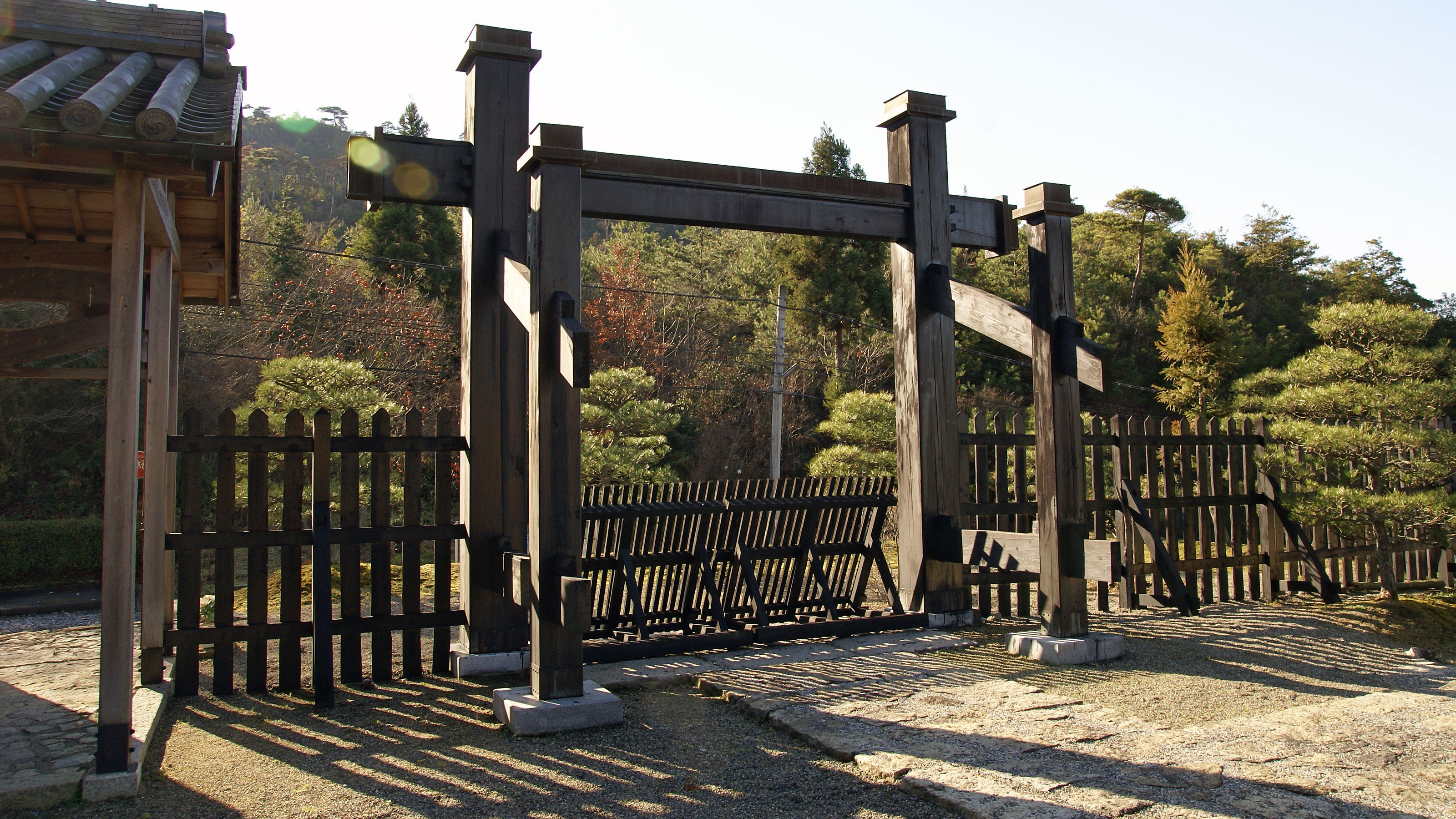
en Sekisho

Shukuba (japanska  (宿場?) Shukuba "Värdshusby"), även kallad Shukueki (shukueki 宿駅 "Bytesstation") var en form av rastplatser eller stationer längs färdleder under Edoperioden i Japan.

## Stationen
Stationerna var från början endast poststationer men med tiden växte det fram olika faciliteter kring dessa rastplatser. De vanligaste inslagen i en shukuba var:
- Seki-sho (関所)

grindporten till varje shukua där varje inpasserande kontrollerades
- Toiya-ba (問屋)

kärnan i varje shukuba där ryttarna och hästarna som transporterade dokument, post och varor bytes ut mot utvilade som var stationerade här. Toiya-ban var även en sorts diversehandel
- Kōsatsu (高札)

anslagstavlor med shōgunens officiella kungörelser
- Honjin (本陣)

övernattningsgårdar för samurajer, adelsmän och ämbetsmän
- Hatago (旅籠)

värdshus och härbärgen för vanliga resenärer
- Chaya (茶屋)

traditionella tehus som även kunde servera mat och alkohol
- Shouten (店)

butiker med varierande utbud riktad till resenärer

## Historia
De tidigaste shukubor byggdes redan under Naraperioden och Heianperioden kring de tidiga färdlederna genom Japan.
1603 påbörjades byggandet av Gokaido (dåtidens 5 stora färdleder) under shogunen Tokugawa Ieyasu, den förste shogunen av Tokugawaklanen. De första nya shukubas byggdes då längs Tōkaidō. Vägarna ökade snart i betydelse då den nya lagstiftningen (Sankin kōtai, "regelbunden närvaro") bland annat tvingade länsherrarna (daimyōerna) till regelbundna besök i shogunens huvudstad Edo. 
Områdena kring stationerna växte sakteligen till små samhällen. Efterleden "-shuku" eller "-juku" i många japanska ortnamn erinrar ofta om ett tidigare rastställe längs en färdled.
Shukuban Hakone-juku i Hakone hade särskild betydelse då den även var gränsstationen Hakone Seki-sho mellan regionerna Kanto och Kansai.
Under Meijiperioden i och med järnvägens intåg förlorade färdlederna och därmed shukubas sakteligen i betydelse.
Idag har de flesta av de ursprungliga stationsbyggnaderna försvunnit medan 10 shukubas har restaurerats och är nu klassade som nationella kulturarv.